# Dugesia wimbimba
Dugesia wimbimba is een platworm (Platyhelminthes). De worm is tweeslachtig. De soort leeft in of nabij zoet water.
Het geslacht Dugesia, waarin de platworm wordt geplaatst, wordt tot de familie Dugesiidae gerekend. De wetenschappelijke naam van de soort werd, als Cura wimbimba, voor het eerst geldig gepubliceerd in 1970 door Marcus.